# Cyclodictyon kinabaluense
Cyclodictyon kinabaluense är en bladmossart som beskrevs av Noguchi och Iwatsuki 1972 [1973. Cyclodictyon kinabaluense ingår i släktet Cyclodictyon och familjen Hookeriaceae. Inga underarter finns listade i Catalogue of Life.